# Боровский Покровский монастырь (старообрядческий)
Боровский Покровский монастырь — упразднённый женский старообрядческий монастырь, действовавший в городе Боровске Калужской области в 2005—2016 годах. Формально причислялся к Русской православной старообрядческой церкви (РПСЦ), но фактически прервал общение с ней в 2007 году.

## История
В начале 2004 года настоятельница Белопесоцкого монастыря Мария (Баранова) с двенадцатью насельницами этой обители решили присоединиться к старообрядчеству. Чиноприём инокинь совершил настоятель Покровского собора на Рогожском (РПСЦ) протоиерей Леонид Гусев. Поскольку монахини были крещены обливательно, они были перекрещены погружательно. Инокиня Мария (Баранова) сменила своё имя и стала называться Олимпиадой. Первое время инокини жили при Покровском соборе на Рогожском, а затем переехали в село Рытово Владимирской области.
Вскоре, по благословению митрополита Андриана (Четвергова), инокини переехали в Боровск. Общине передали часовню боярыни Морозовой и Покровский собор, построенный до революции неокружниками, а также за ней сохранялись дом и хозяйство в Рытове. После скоропостижной кончины митрополита Андриана новым предстоятелем РПСЦ стал Корнилий (Титов), который 30 декабря 2005 года также дал благословение на организацию монастыря.
Проводимая митрополитом Корнилием политика открытости вызвала активную критику со стороны изоляционистской партии в РПСЦ. После Освященного собора 2007 года инокини прекратили общение с РПСЦ. Община перестала поминать митрополита Корнилия, прекратила причащаться и исповедоваться у священников РПСЦ, не принимала участие в их богослужениях и даже отказывалась принимать освящённые в РПСЦ просфоры. Между тем факт отделения не афишировался и монастырь принимал пожертвования от верующих РПСЦ.
Монастырь продолжал своё существование и восстанавливал Боровский Покровский собор. 23 апреля 2014 года установлен крест на центральном куполе собора. В феврале 2016 года Совет митрополии РПСЦ принял решение «Отстранить иноческую общину во главе с игуменьей Олимпиадой (Барановой) от попечения о памятнике-часовне мученицы и исповедницы боярыни Морозовой и о Покровском соборе в г. Боровске». 25 февраля 2016 года инокини покинули здания, оставив табличку с надписью:
Здесь был с 8.XI.2005 по 25.II.2016 Покровский девичий древлеправославный монастырь. Разорён митрополитом Московским и всея Руси Корнилием (Титовым)
У общины остались резиденция в Боровске и дом в Рытове с подсобным хозяйством. Инокини вели переговоры о присоединении с ДЦХ БИ и РДЦ, но осенью 2017 года присоединились к ДСЦФС (федосеевское согласие). Федосеевцы не признали их крещения и крестили заново. Инокиням выделили несколько келий в Преображенской общине.